# Pangalloanserae
Asteriornis maastrichtensis
Clade
Taxons de rang inférieur
- † Asteriornis
- Galloanserae
  - Odontoanserae
  - Pangalliformes

Les Pangalloanserae constituent un clade d'oiseaux défini en 2001 par Jacques Gauthier et Kevin de Queiroz comme le « clade le plus inclusif contenant les Galloanserae mais pas les Neoaves ».
Il abrite depuis 2020, le genre fossile Asteriornis, d'âge Crétacé supérieur.